# Sinistra Repubblicana (Italia)
Sinistra Repubblicana è stato un movimento politico Italiano attivo dal 1994 al 1998.
Affermatosi il 30 gennaio 1994 da una scissione del Partito Repubblicano Italiano, ha partecipato al progetto di Alleanza Democratica ed è confluito successivamente nei Democratici di Sinistra, costituendosi come corrente interna e associazione.

## Nascita
Il 22 gennaio 1994 Giorgio La Malfa assunse nuovamente la segreteria del Partito Repubblicano Italiano, subentrando al segretario reggente Giorgio Bogi. Questi aveva condotto il partito all'interno della coalizione di centro-sinistra, i Progressisti, nell'ambito della quale aveva partecipato alla costituzione di Alleanza Democratica. Tuttavia, dopo l'elezione di La Malfa, il PRI preferì coalizzarsi con il Patto per l'Italia di Mariotto Segni (anch'egli fuoriuscito da AD) e promotore del Patto Segni.
Giorgio Bogi, Giuseppe Ayala e Libero Gualtieri contestarono però la scelta di La Malfa e fuoriuscirono dal partito per fondare Sinistra repubblicana, che aderì ad Alleanza Democratica.

## Scioglimento nei Democratici di Sinistra
Il 14 febbraio 1998, Sinistra Repubblicana confluisce nei Democratici di Sinistra, assieme alla Federazione Laburista, al Movimento dei Comunisti Unitari, ai Cristiano Sociali, ai Riformatori per l'Europa e ad Agire Solidale. Divenne così una corrente politica dei Ds.
La Sinistra Repubblicana ha espresso un ministro (Bogi) nel Governo Prodi I e un sottosegretario alla presidenza (Passigli) nel Governo D'Alema II.
Nel febbraio 2006, con la mancata ricandidatura nelle file dei DS di Stefano Passigli e di Giorgio Bogi (che abbandona il partito), la corrente Sinistra Repubblicana ha assunto una maggiore autonomia politica dai DS. Costituitasi come associazione politico-culturale, è divenuta promotrice della ricomposizione della diaspora repubblicana nell'ambito dell'area dell'Ulivo, nella prospettiva di rappresentare in modo unitario l'area laica nel progetto del Partito Democratico.

## Assemblee Nazionali
- I Assemblea Nazionale - Roma, 17-18 ottobre 1997 - Liberare le energie del Paese compito decisivo della nuova sinistra